# Khalīsān
Khalīsān (persiska: خلیسان) är en ort i Iran.   Den ligger i provinsen Västazarbaijan, i den nordvästra delen av landet, 500 km väster om huvudstaden Teheran. Khalīsān ligger 1 159 meter över havet och antalet invånare är 123.
Terrängen runt Khalīsān är huvudsakligen kuperad, men åt nordost är den bergig. Khalīsān ligger nere i en dal.Runt Khalīsān är det ganska tätbefolkat, med 80 invånare per kvadratkilometer. Närmaste större samhälle är Vāvān, 1,4 km väster om Khalīsān. Trakten runt Khalīsān består till största delen av jordbruksmark.